# Diamond Bitch
Albums de Doda
7 Pokus Głównych (2011)
Singles
1. Katharsis
Sortie : 6 juin 2007
2. To jest to
Sortie : 13 septembre 2007
3. Nie daj się
Sortie : 2 juillet 2008
4. Rany
Sortie : 18 février 2009
5. Dziękuję
Sortie : 11 mai 2009

Diamond Bitch est le premier album de Doda, après Ficca et Bimbo. Il est sorti, en 2007, dans le monde le 27 juillet en Pologne.
Le premier single extrait de l'album Katharsis était parachuté en tête de tous les charts et devient Le tube de l'été 2007. Le nom de l'album fait allusion au rêve de Doda que cet album deviendra disque de diamant (10 fois disque de platine) pour cet album. Et en effet, après seulement un mois Doda aura eu son premier disque de platine pour cet album courant le festival de Sopot. Pendant 5 semaines il s'est maintenu en tête des hit-parades.
Chaque CD est numéroté et accompagné de plumes roses, une série de photos et un mini poster.

## Liste des titres
1. Całkiem Inna – 3:36
2. To jest to – 3:16
3. Katharsis – 4:14
4. Ćma – 3:25
5. Misja – 3:45
6. Cheerleaderka – 3:40
7. Prowokacja – 3:14
8. Ostatni Raz Ci Zaśpiewam – 4:06
9. Judasze – 3:02
10. Rany – 3:34
11. Dziękuję – 4:39
12. Diamond Bitch – 3:27